# Вулиця Короленка (Дніпро, Шевченківський район)
Вулиця Короленка — вулиця у середмісті Дніпра, у місцевості Половиця, що у Шевченківському районі. Бере початок з перехрестя з проспектом Дмитра Яворницького та закінчується глухим кутом за 2150 метрів. Вулиця Первозванівська є продовженням половицької вулиці Володимира Мономаха. Після перетину з вулицею 93-ї Холодноярської бригади починається ухил угору у напрямку одного з трьох історичних пагорбів Дніпра.

## Назва
Вулиця носить назву на честь Антона Короленка (?–1690–1738–?), нащадка козацько-старшинського роду Королів з міста Миргород, отамана городового Миргородського (1713–1721), наказного сотника Миргородського (1723–1738).

## Історія
Перша відома назва вулиці — Первозванівська. До кінця ХІХ століття біля сучасної вулиці 93-ї Холодноярської Бригади вулицю перетинала річка з Довгого байрака — на межі ХІХ-ХХ століть річку сховано у підземний колектор. У 1860-х між вулицею Первозванівською та сучасною площею Героїв Майдану було зведено старогостинні торгові ряди (у народі «панські») за проєктом головного архітектора міста Андрія Достоєвського.

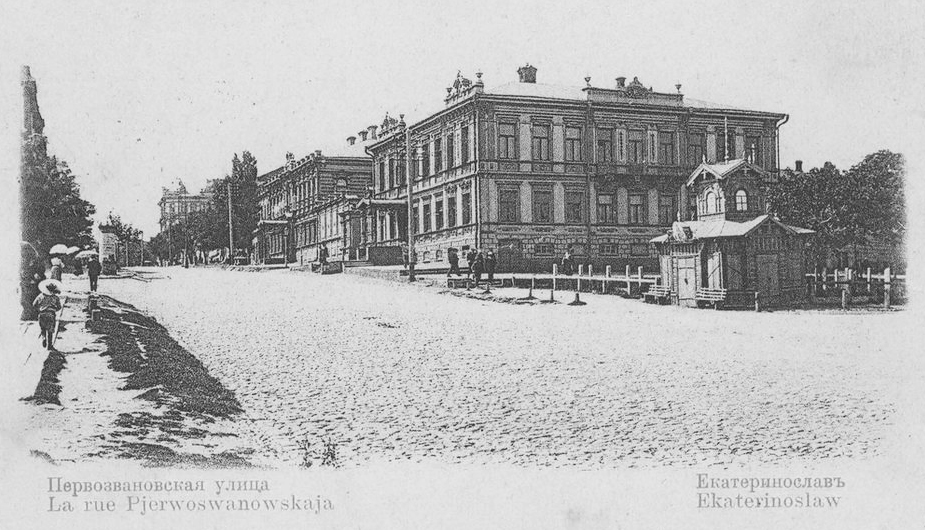
Вулиця Первозванівська, початок ХХ століття

1923 року вулицю перейменовано на Короленківську, на честь російського письменника Володимира Короленка.
Історична забудова вулиці (кінця ХІХ — початку ХХ століть) попри пошкодження під час Другої Світової війни збереглася відносно добре. Зокрема найбільш відома будівля вулиці — будинок Хреннікова, зведений у стилі українського модерну — є одним з візуальних символів Дніпра.

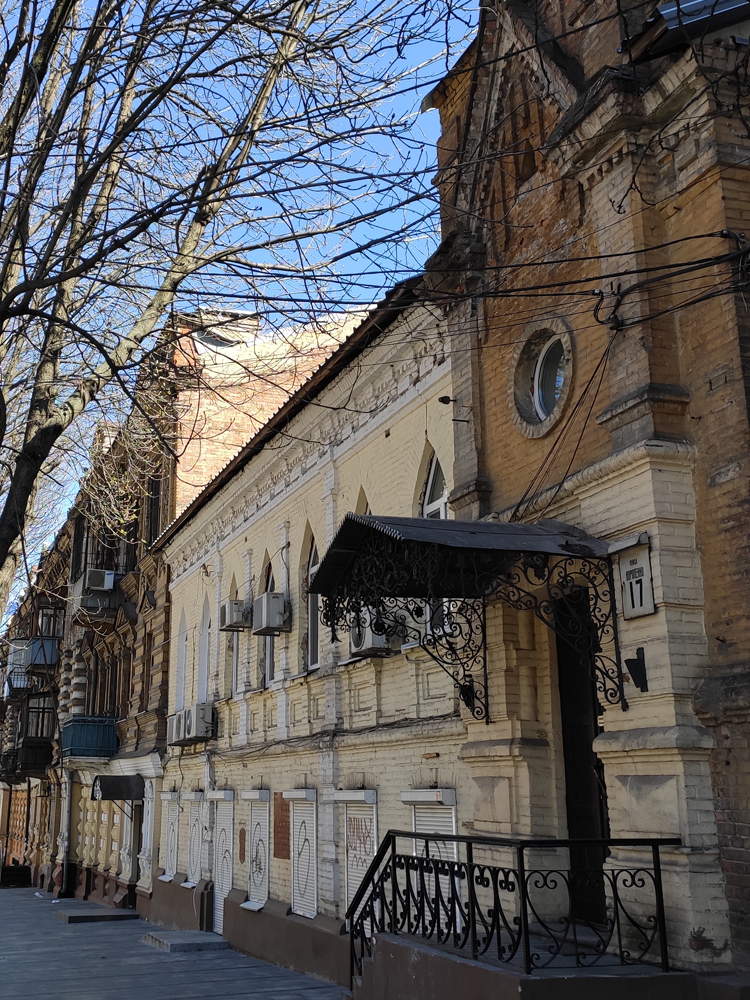
Будинок Нейштаба. Вулиця Короленка, 17

Серед інших визначних споруд вулиці — будинки Добрускіна (Первозванівська, 15) та Міщенка (2) у катеринославському цегляному стилі, модерновий будинок купця Сухотинського (1) та будинок Якова Нейштаба (17) у рідкісному для Дніпра псевдоготичному стилі. Варто відзначити також будинок під номером 6 — дохідний будинок братів Бакк. Це одна з найменших у місті споруд такого призначення, що однак відрізняється багатим зовнішні декором.
На вулиці розташовано дві житлові будівлі, зведені у передвоєнні роки (1936-1938) архітектором Олександром Красносельським (на перетині з вулицями 93-ї Холодноярської Бригади і Святослава Хороброго). Сам архітектор з 1925 по 1941 також мешкав на цій вулиці — у будинку під номером 14.
На перехресті з вулицею Святослава Хороброго розташоване Головне управління Служби безпеки України. Будівля зведена за проєктом архітектора Володимира Самодриги у 1935 році як обласне управління НКВС. У роки німецької окупації тут розташовувалося управління Гестапо, у повоєнні роки — КДБ.
У 2019–2020 роках тривав капітальний ремонт кварталу вулиці (між проспектом Яворницького та вулицею 93-ї Холодноярської Бригади) з облаштуванням пішохідного бульвару. Ця частина вулиці набула назви «Бульвар мистецтв» і отримала декілька артобєктів, зокрема PixelWall та
інтерактивний медіаекран.
26 липня 2024 року Дніпропетровська обласна військова адміністрація повернула вулиці Первозванівській її історичну назву.
18 грудня 2024 року Дніпровська міська рада перейменувала вулицю Первозванівську на честь наказного сотника миргородського Антона Короленка.

## Перехресні вулиці
- проспект Дмитра Яворницького,
- Троїцька площа,

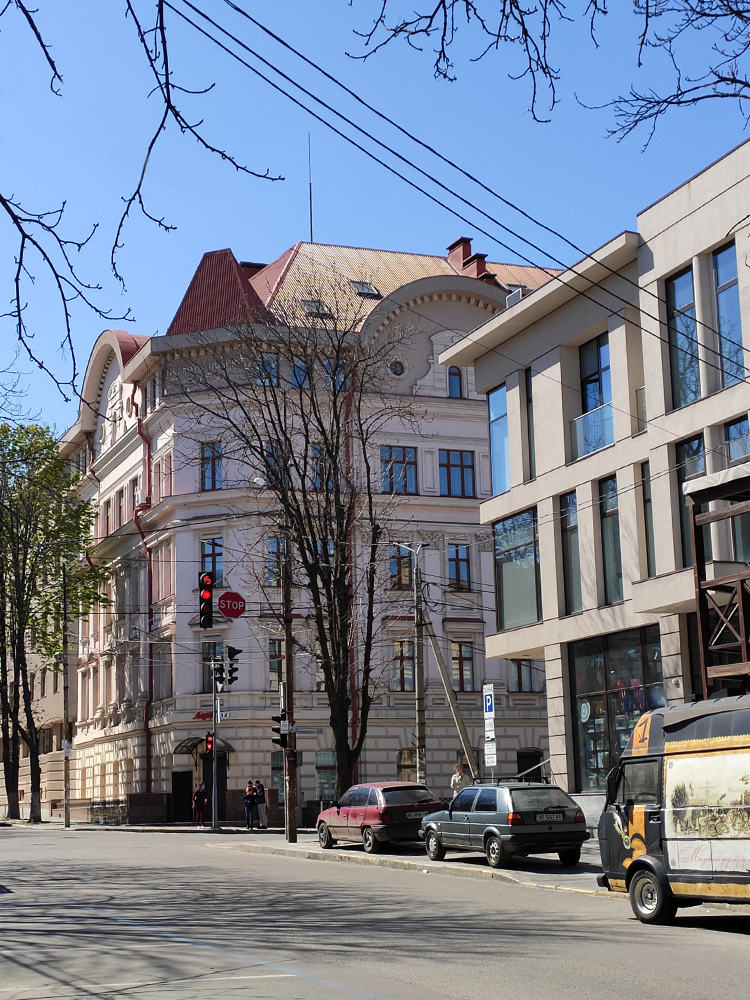
Перехрестя з вулицею Старокозацькою

- вулиця 93-ї Холодноярської бригади,
- Старокозацька вулиця,
- вулиця Святослава Хороброго,
- вулиця Костомарівська,
- вулиця Вартових Неба,
- вулиця Василя Вишиваного,
- Вознесенська вулиця,
- вулиця Дарвіна,
- вулиця Симона Петлюри,
- Українська вулиця,
- вулиця Драгоманова,
- вулиця Сергія Подолинського,
- вулиця Ігоря Сікорського
- Барвінківська вулиця.

## Будівлі
- № 2 — Гранд-готель «Україна»,
- № 3 — Будинок побуту «Центральний»,
- № 4 — Дніпропетровське облуправління МНС,
- № 87 — Військкомат Шевченківського району.